# كلية كوسفورد لهندسة الطيران
كلية كوسفورد الدفاعية لهندسة الطيران بكوسفورد (بالإنجليزية: Defence College of Aeronautical Engineering Cosford (DCAE))‏ هي كلية عسكرية تابعة للقوات الجوية الملكية البريطانية، توجد في كوسفورد شمال مدينة وولفرهامبتون وإلى جوار قرية ألبرايتون.

## التاريخ
افتتحت كلية كوسفورد لهندسة الطيران سنة 1938م تحت اسم «القوات الجوية الملكية بكوسفورد» (بالإنجليزية:Royal Air Force, Oxford) كوحدة لصيانة الطائرات وللتدريب الفني، وقد ظلت تقوم بمهمة التدريب إلى يومنا هذا.

## الحاضر
توجد في كوسفورد المدارس العسكرية التالية:
- المدرسة رقم 1 للتدريب التقني (بالإنجليزية: No. 1 School of Technical Training)‏
- المدرسة رقم 1 للإشارة (اللاسلكي) (بالإنجليزية: No 1 Radio School)‏ ـ
- المدرسة العسكرية للتصوير الضوئي (بالإنجليزية: Defence School of Photography)‏
- مدرسة القوات الجوية الملكية للتدريب الرياضي (بالإنجليزية: RAF School of Physical Training)‏

كما توجد بها فرقة طيران جامعة برمنغهام، والوحدة الثامنة للتدريب على الطيران وفرقة الطيران الشراعي رقم 633، كما توجد بها القيادتان المركزيتان لويلز وغرب البلاد، ومتحف للطيران يعد فرعاً لمتحف القوات الجوية الملكية.